# Phyllidiopsis pipeki
Espèce
Phyllidiopsis pipeki est une espèce de nudibranches de la  famille des Phyllidiidae.

## Distribution
Cette espèce se rencontre dans la zone tropicale Ouest-Pacifique.

## Habitat
Son habitat correspond à la zone récifale externes ainsi que sur les platiers jusqu'à 30 m de profondeur.

## Description
Cette espèce peut mesurer jusqu'à 9 cm.
Le corps est allongé et limaciforme.
Le manteau a une teinte de fond rose à l'intensité variable d'un spécimen à l'autre.
La surface du corps est garnie de tubercules de taille variée, répartis de manière aléatoire et dont le sommet est blanc.
Deux lignes noires latérales traversent le corps dans le sens de la longueur et il peut exister des points noirs ou des lignes perpendiculaires partant de ces lignes latérales vers le bord du manteau. 
Les rhinophores sont lamellés,rétractiles et de teinte noire avec une base rosâtre.

## Éthologie
Cette Phyllidie est benthique et diurne.

## Alimentation
Phyllidiopsis pipeki se nourrit exclusivement d'éponges.

## Systématique
Le nom valide complet (avec auteur) de ce taxon est Phyllidiopsis pipeki Brunckhorst (d), 1993,.

## Étymologie
Son épithète spécifique, pipeki, lui a été donnée en l'honneur du malacologiste George Pipek.

## Publication originale
- (en) David J. Brunckhorst, « The systematics and phylogeny of Phyllidiid Nudibranchs (Doridoidea) », Records of the Australian Museum, Supplements, Sydney, Australian Museum, vol. 16,‎ 28 janvier 1993, p. 1-107 (ISSN 0812-7387 et 1839-5082, DOI 10.3853/J.0812-7387.16.1993.79, lire en ligne).